# Towarzystwo Ochrony Tatr Polskich
Towarzystwo Ochrony Tatr Polskich – stowarzyszenie powołane w 1887 roku (zarejestrowane w 1888 roku) z inicjatywy Towarzystwa Tatrzańskiego w celu niedopuszczenia do przejścia Tatr w obce ręce.

## Historia
Rabunkowa gospodarka na obszarze Tatr Polskich prowadzona przez właściciela dóbr zakopiańskich, barona pruskiego Magnusa Peltza, spowodowała, że nad Tatrami zawisła groźba licytacji. 9 lutego 1888 roku podczas licytacji dobra Zakopane nabył Jakub Goldfinger za 380 224 guldeny. Ponieważ nie zostały "ogłoszone należycie" zmiany warunków jej przeprowadzenia, adwokaci pozostałych licytujących złożyli rekursy, czyli odwołania do wyższej instancji z żądaniem jej unieważnienia. Jeszcze w lutym 1888 roku zaczęto myśleć o powołaniu organizacji, która zajmie się gromadzeniem funduszy na wykupienie Zakopanego. W lipcu 1888 roku zawiązano Towarzystwo Ochrony Tatr Polskich.
Podczas posiedzenia Towarzystwa Tatrzańskiego 17 lutego 1889 roku powstał komitet, którego zadaniem było opracowanie statutu Towarzystwa Ochrony Tatr Polskich. W jego skład weszli: ks. Eustachy Sanguszko jako prezes Towarzystwa Tatrzańskiego, jego wiceprezes – Władysław Markiewicz i członkowie: Lesław Boroński i Władysław Lisowski. 28 lutego Władysław Markiewicz złożył do sądu krajowego w Krakowie prośbę o zarejestrowanie Towarzystwa w rejestrze stowarzyszeń zarobkowych i gospodarczych.
W kwietniu 1889 roku odbyło się w Krakowie w sali ratusza pierwsze zebranie Towarzystwa. Warunkiem jego zwołania było wykupienie 500 akcji. Jak podał na początku zebrania Władysław Markiewicz, ponieważ warunek ten został spełniony, zgromadzenie akcjonariuszy mogło prawomocnie wybrać władze. Do rady nadzorczej wybrano: Lesława Borońskiego, Stanisława Homolacza, Franciszka Kröbla, Władysława Lisowskiego, Władysława Markiewicza, Eustachego Sanguszkę, Stanisława Tarnowskiego, Antoniego Wodzickiego i Franciszka Zimę.
Rada nadzorcza, która zebrała się 30 kwietnia, wybrała prezesem ks. Eustachego Sanguszkę, zastępcą Władysława Markiewicza, a sekretarzem Lesława Borońskiego. Mianowano również dyrekcję w składzie: dyrektor referent Wilhelm Habicht, pozostali dyrektorzy Franciszek Slęk i Ferdynand Wilkosz.

## Cele towarzystwa
Zgodnie ze statutem, celem Towarzystwa była:
- ochrona Tatr polskich, aby „ten najpiękniejszy zakątek ziemi polskiej nie przeszedł w ręce obcych spekulantów”[8];
- parcelacja nabytych obszarów pomiędzy członków;
- pośredniczenie w sprawach administracyjnych, finansowych, handlowych i technicznych, które będą służyć realizacji wyżej wymienionych celów.

## Członkowie
Członkiem Towarzystwa mogła zostać osoba pełnoletnia, jak również gmina lub korporacja. Chęć przystąpienia należało zgłosić dyrekcji, a po akceptacji wpłacić wstępne (3 złr na fundusz rezerwowy i 2 złr na koszta założenia), udział i podpisać deklarację akceptacji statutu. Każdy członek musiał nabyć przynajmniej jeden udział, którego koszt wynosił 100 złr. Udziałów nie można było odstąpić innej osobie bez pisemnej zgody dyrekcji Towarzystwa. Wśród członków znaleźli się między innymi: Eustachy i Izabella Sanguszkowie (50 udziałów), Jan Skirliński (10 udziałów), Antoni hr Wodzicki (5 udziałów), Antoniowie hr Potoccy z Olszy (10 udziałów), rada gminna Kęt (2 udziały), posłowie, rada miasta Krakowa (30 udziałów), rada miasta Lwowa (30 udziałów), Albin Dunajewski i inni.

## Licytacja Zakopanego
9 maja 1889 roku w Nowym Sączu odbyła się licytacja dóbr zakopiańskich. Wzięli w niej udział: Władysław Markiewicz w imieniu Towarzystwa Ochrony Tatr Polskich, sekretarz ministerstwa Fryderyk Wazel w imieniu galicyjskiego funduszu religijnego, Henryk Kolischer i Jakub Goldfinger. W trakcie licytacji wadium złożył Józef Stanisław Retinger, który przebijał oferty dając za każdym razem centa więcej. Towarzystwo zakończyło licytację przy sumie 425 005 złr. Ostatecznie Zakopane zakupił za kwotę 460 002 złr i 3 centy Retinger, licytujący w imieniu hrabiego Władysława Zamoyskiego, który 12 czerwca 1889 roku otrzymał akt własności dóbr zakopiańskich.

## Likwidacja towarzystwa
Na posiedzeniu rady nadzorczej, które odbyło się 15 czerwca 1889 roku, podjęto decyzję o rozwiązaniu Towarzystwa, pomimo propozycji wiceprezesa Władysława Markiewicza, aby zgromadzone pieniądze przeznaczyć na kupno hali w Morskim Oku i budowę drogi. 24 sierpnia 1889 roku Towarzystwo rozwiązało się, a od września tego roku członkowie mogli odbierać wpłacone pieniądze u adwokata Ferdynanda Wilkosza, a zarazem dyrektora Towarzystwa. Jak podał w maju 1890 roku Kurier Lwowski, zwrócono członkom wszystkie wkłady, a pozostałe po rozliczeniu kosztów 159 gld 75 ct przekazano Towarzystwu Tatrzańskiemu.